# Neoterebra mugridgeae
Neoterebra mugridgeae é uma espécie de gastrópode do gênero Neoterebra, pertencente a família Terebridae.